# Пратвил
Пратвил (на английски: Prattville) е град в Алабама, Съединени американски щати, административен център на окръг Аутауга. Основан е през 1839 и се намира на 20 km северозападно от Монтгомъри. Населението му е 35 107 души (2016).
В Пратвил е роден певецът Уилсън Пикет (1941 – 2006).